# Ebenezer Jackson

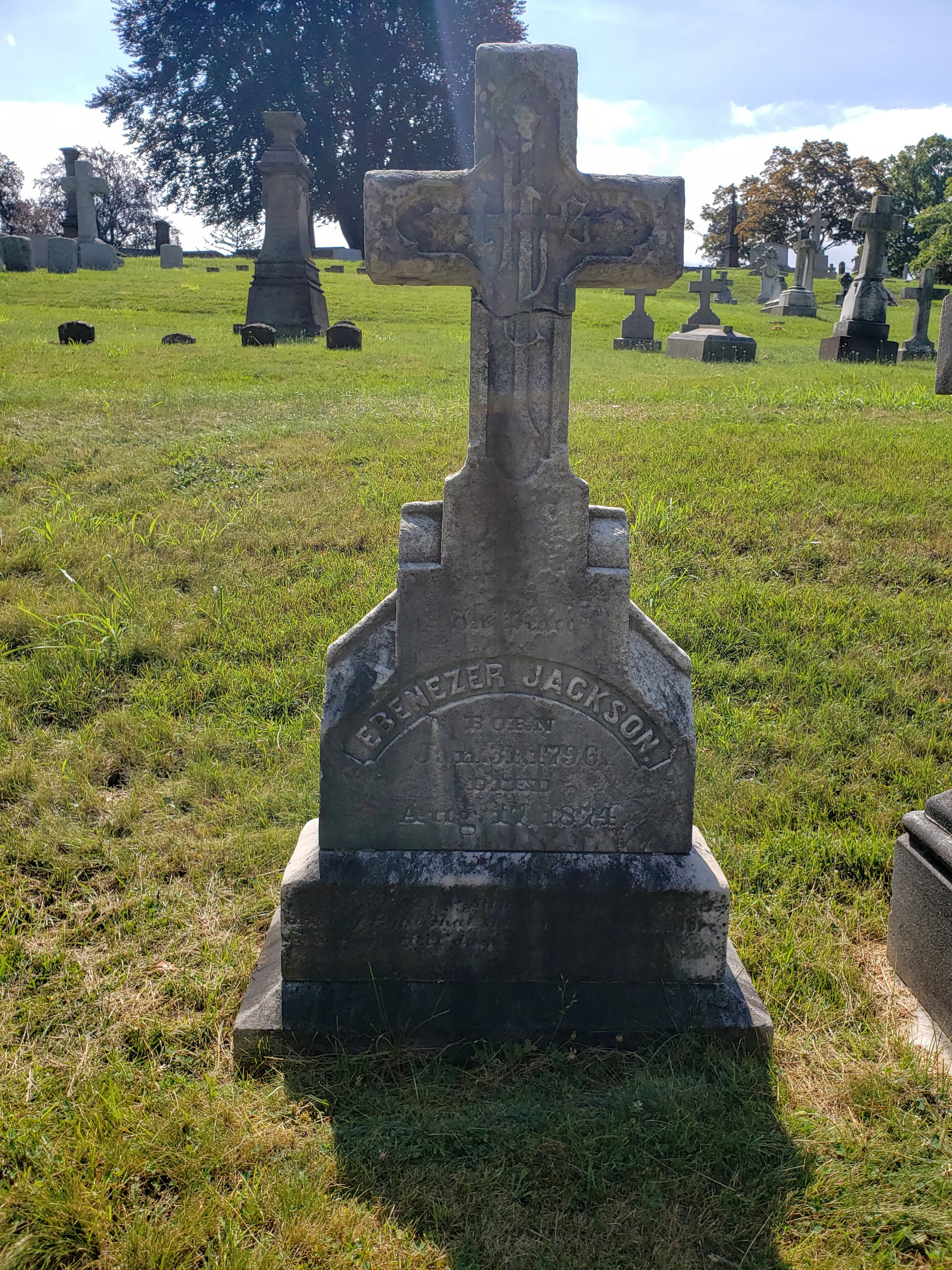
Ebenezer Jackson, Jr. Grabstein auf dem Indian Hill Cemetery in Middletown, Connecticut.

Ebenezer Jackson Jr. (* 31. Januar 1796 in Savannah, Georgia; † 17. August 1874 in Middletown, Connecticut) war ein US-amerikanischer Politiker. Zwischen 1834 und 1835 vertrat er den Bundesstaat Connecticut im US-Repräsentantenhaus.

## Werdegang
Ebenezer Jackson besuchte bis 1814 das St. Mary’s College in der Nähe von Baltimore (Maryland). Nach einem anschließenden Jurastudium an der Litchfield Law School und seiner Zulassung als Rechtsanwalt begann er ab 1821 in Philadelphia in seinem neuen Beruf zu praktizieren. Im Jahr 1826 zog er nach Middletown in Connecticut. Dort begann er auch eine politische Laufbahn. Er schloss sich der Bewegung um Präsident John Quincy Adams an und wurde Mitglied der National Republican Party, die in Opposition zu Andrew Jackson und dessen 1828 gegründeter Demokratischer Partei stand. Zwischen 1829 und 1832 war Jackson Abgeordneter im Repräsentantenhaus von Connecticut.
Nach dem Rücktritt des Kongressabgeordneten Samuel Foot im Jahr 1834 wurde Jackson bei der Nachwahl als dessen Nachfolger in das US-Repräsentantenhaus in Washington, D.C. gewählt. Dort beendete er zwischen dem 1. Dezember 1834 und dem 3. März 1835 die angebrochene Legislaturperiode. Bei den regulären Kongresswahlen des Jahres 1834 unterlag er dem Demokraten Lancelot Phelps.
Im Jahr 1849 wurde Jackson noch einmal in das Repräsentantenhaus von Connecticut gewählt. Ansonsten ist er politisch nicht mehr in Erscheinung getreten. Er starb am 17. August 1874 in Middletown.